# Pieter Litjens
Pieter Jan Marie Litjens (Utrecht, 17 mei 1968) is een Nederlandse politicoloog, bestuurder en voormalig VVD-politicus. Sinds 15 januari 2019 is hij directeur-bestuurder van het CROW.

## Biografie
Litjens ging van 1980 tot 1987 naar het Kruisheren Kollege in Uden. Van 1987 tot 1988 studeerde hij een jaar aan de Hotelschool Den Haag en van 1988 tot 1991 drie jaar Frans aan de Vrije Universiteit Amsterdam. Van 1991 tot 1996 studeerde hij aan de Universiteit van Amsterdam en is hij afgestudeerd als politicoloog.
Van september 1999 tot april 2002 was hij politiek assistent van de wethouder economische zaken en werkgelegenheid van de gemeente Amsterdam en van september 1996 tot september 1999 stafmedewerker secretariaat bestuurscolleges VNO-NCW (tot februari 1998) en algemeen secretaris jong management VNO-NCW.
Vanaf april 2002 was hij dagelijks bestuurder financiën, economische zaken, sport en recreatie, beheer en milieu en personeel en organisatie van het stadsdeel Amsterdam-Zuidoost. Tevens was hij vicevoorzitter van het dagelijks bestuur van het stadsdeel Amsterdam Zuidoost.
Van 15 augustus 2007 tot 20 september 2012 was hij burgemeester van de gemeente Aalsmeer, waar hij partijgenoot Joost Hoffscholte opvolgde die op 1 september 2007 de pensioengerechtigde leeftijd bereikte.
Bij de Tweede Kamerverkiezingen van 2012 werd hij gekozen als lid van de Kamer. Op 18 juni 2014 werd hij benoemd tot wethouder van Amsterdam (portefeuille verkeer en vervoer, metro, gemeentelijk vastgoed, bedrijfsvoering, personeel & organisatie en stadsdeel Zuidoost); in verband hiermee legde hij op 25 juni 2014 zijn functie als Kamerlid neer.
Als wethouder hield Litjens zich bezig met de portefeuilles Personeel en Organisatie, Verkeer en Vervoer (Noord/Zuidlijn, Luchthaven Schiphol), Gemeentelijk Vastgoed, Inkoop en het stadsdeel Amsterdam-Zuidoost. In 2018 werd hij als wethouder opgevolgd door Sharon Dijksma (PvdA).
Sinds 15 januari 2019 is hij directeur-bestuurder van CROW. Daarnaast bekleedt hij diverse nevenfuncties. Zo is hij lid van de Taskforce van De Bouwagenda en werd hij op 15 juni 2020 voorgedragen als voorzitter van de Uithoornse Hockey Club “Qui Vive” in Uithoorn.
Litjens is getrouwd en heeft drie kinderen, hij is woonachtig in De Kwakel. Hij is geboren in Utrecht en getogen in Uden, waar zijn vader huisarts was.
- Parlement.com: vizxeetsx1zy